# چارلی آدامز
چارلی آدامز (به انگلیسی: Charlie Adams) (زاده ۸ مه ۱۹۵۴ - جولیت، ایلینوی) نوازنده درام آمریکایی است. وی از سال ۱۹۸۷ میلادی تاکنون در آلبوم‌ها و کنسرت‌های یانی به عنوان نوازنده درام فعالیت داشته‌است.